# هنیوان
شهر هنیوان (به اوکراینی: Гнівань) در استان وینیتسیا در کشور اوکراین واقع شده‌است. جمعیت این شهر ۱۲٬۸۳۲ نفر  است.